# エル・タルフ
エル・タルフ（アラビア語: الطارف、El Taref、El Tarf）はアルジェリアの都市である。基礎自治体であり、エル・タルフ県の県都である。近郊に港町のエル・カラがある。

## 交通

### 道路
- 国道44号線 (アルジェリア)（N44号）
- 国道82号線 (アルジェリア)（N82号）

### 空港
県内に空港はなく、アンナバ県のラバ・ビタ空港から73.7km（1時間29分）である。

## 教育
- エル・タルフ大学（univ-eltarf.dz）